# روث غيلبرت (ممثلة)
روث غيلبرت (بالإنجليزية: Ruth Gilbert)‏ هي ممثلة أمريكية، ولدت في 8 مايو 1912 في مانهاتن في الولايات المتحدة، وتوفيت بنفس المكان في 13 أكتوبر 1993.

## وصلات خارجية
- روث غيلبرت على موقع IMDb (الإنجليزية)
- روث غيلبرت على موقع قاعدة بيانات برودواي على الإنترنت (الإنجليزية)
- روث غيلبرت على موقع قاعدة بيانات الفيلم (الإنجليزية)